# Вальдемар III (король Дании)
Вальдемар III (дат. Valdemar 3.; 1314 — 1364) — король Дании с 7 июня 1326 года. Герцог Шлезвига под именем Вальдемар V (в 1325—1326 годы и с 1330 года).
Взошёл на датский престол после свержения короля Кристофера II. У Вальдемара было много противников, через три года отрёкся от престола.

## Избрание на престол
Сын герцога Шлезвига Эрика II и герцогини Адельгейды, дочери Генриха I фон Гольштейн-Рендсбург.
Когда его дальний родственник Кристофер II был выслан из королевства, гольштейнской и датской знати необходимо было выбрать нового короля. Их выбор пал ни 11-летнего герцога Шлезвига Вальдемара V — главу династической линии, ведущей начало от датского короля Абеля. Из-за молодого возраста нового короля регентом и опекуном был назначен его дядя по материнской линии граф Гольштейна Герхард III, который был самым крупным владельцем заложенных датских земель.
При коронации Вальдемару, как в своё время Кристоферу II, пришлось подписать соглашения, ограничивающие его власть. В соглашение были добавлены новые условия, например, об уничтожении всех замков в Скании, все представители дворянства получили право укреплять усадьбы. Самым важным было так называемое «Уложение Вальдемара» (Constitutio Valdemariana), где оговаривалось, что в будущем никто не имел права быть одновременно герцогом Шлезвига и королём Дании.
Вальдемар, следуя соглашению, передал правление в Шлезвиге своему дяде Герхарду III.

## Правление
После коронации Вальдемара III практически вся власть в Дании принадлежала знати, что было крайне непопулярно среди крестьян. Некоторые новые правители были иностранцами, многие ввели новые налоги. В 1328 году на острове Зеландия крестьяне подняли мятеж, который был подавлен. В 1329 году восстание вспыхнуло в Ютландии, оно было тоже подавлено. В конце - концов, Герхарду III пришлось призвать на трон Кристофера II. Вальдемар снова стал герцогом Шлезвига.
В 1340 году единственная сестра Вальдемара Хельвига вышла замуж за датского короля Вальдемара IV. В последующие годы Вальдемар вёл непоследовательную политику в отношении Дании, в которой войны чередовались с сотрудничеством.

## Браки и дети
Жена Рихарда Шверинская. Дети:
- Вальдемар (1338—1360)
- Генрих (1342—1375) — герцог Шлезвига с 1364 года